# Discolithus
Discolithus es un género de foraminífero bentónico considerado como nomen nudum e invalidado, aunque también considerado un sinónimo posterior de Orbitolites de la subfamilia Soritinae, de la familia Soritidae, de la superfamilia Soritoidea, del suborden Miliolina y del orden Miliolida. Su rango cronoestratigráfico abarca desde el Ypresiense (Eoceno inferior) hasta el Luteciense (Eoceno medio).

## Clasificación
Discolithus incluía a las siguientes especies:
- Discolithus acutis †, considerado sinónimo posterior de Alveolina fusiformis
- Discolithus adamussim †
- Discolithus apicibus †, considerado sinónimo posterior de Alveolina fusiformis
- Discolithus centrum †
- Discolithus compactus †
- Discolithus compresse †
- Discolithus confertis †, considerado sinónimo posterior de Orbitoides stellata
- Discolithus convexus †, considerado un Nummulites
- Discolithus depressa †
- Discolithus dichotomis †, considerado sinónimo posterior de Orbitoides stellata
- Discolithus exaete †
- Discolithus gracilis †, considerado sinónimo posterior de Alveolina fusiformis
- Discolithus isevis †
- Discolithus lenticularis †
- Discolithus lentiformis †
- Discolithus lineolis †, considerado un Nummulites
- Discolithus minimus †
- Discolithus nummiformis †, considerado un Nummulites
- Discolithus oblongus †, considerado sinónimo posterior de Alveolina elongata
- Discolithus orbicularis †
- Discolithus ovalis †
- Discolithus papyraceus †
- Discolithus quadraginta †
- Discolithus radiatus †, considerado sinónimo posterior de Orbitoides stellata
- Discolithus radiis †, considerado sinónimo posterior de Orbitoides stellata
- Discolithus rectis †, considerado un Nummulites
- Discolithus sphaericus †, considerado sinónimo posterior de Alveolina fusiformis
- Discolithus sphaeroideus †, considerado sinónimo posterior de Alveolina elongata
- Discolithus utriaque †, considerado un Nummulites